# Puchar Barbakanu
Międzynarodowy Turniej o Puchar Barbakanu - turniej szermierczy organizowany tradycyjnie pod koniec maja przez Krakowski Klub Szermierczy. Bronią używaną na turnieju jest szpada.
Wyniki z 2011 roku (XXXI turniej):
- Nikolai Novosjolov
- Vitalii Medvediev
- Michał Adamek